# Atylotus calcar
Atylotus calcar är en tvåvingeart som beskrevs av Teskey 1983. Atylotus calcar ingår i släktet Atylotus och familjen bromsar. Inga underarter finns listade i Catalogue of Life.